# Paleohemilophus dominicanus
Paleohemilophus dominicanus är en skalbaggsart som beskrevs av Martins och Maria Helena M. Galileo 1999. Paleohemilophus dominicanus ingår i släktet Paleohemilophus och familjen långhorningar. Inga underarter finns listade i Catalogue of Life.